# 方孚
方孚，字仲达，江西饒州府樂平县人，明朝政治人物、進士出身。

## 生平
應天府鄉試第四十名中舉。建文二年，會試第五十九名，殿試登庚辰科進士二甲第九名，官至兵科給事中。

## 家族
曾祖方昇，祖父方昭，父親方哲。